# Остін Рамірес
Остін Рамірес (англ. Austin Ramirez, 30 червня 1978) — американський плавець.
Чемпіон світу з водних видів спорту 1998 року.
Призер Панамериканських ігор 1999 року.